# 난요시
난요시(일본어: 南陽市)는 일본 야마가타현 남동부에 있는 시이다. 오키타마 지방의 교통 요충지이다.

## 지리
오키타마 분지의 북부에 위치한다. 북부에는 시라타카 구릉이 있고 남부는 평지가 열려 있으며 모가미강이 흐른다.

## 역사
- 1967년 4월 1일 - 미야우치정, 아카유정, 와고촌이 합병해 난요시가 탄생하였다.

## 교통

### 철도
- 동일본 여객철도
  - 오우 본선(야마가타 신칸센)
  - 오우 본선(야마가타선)

- 야마가타 철도
  - 플라워 나가이선

### 도로
- 요네자와난요 도로(도호쿠 중앙 자동차도)
- 국도 제13호선
- 국도 제113호선
- 국도 제348호선
- 국도 제399호선

## 인구
| 연도 | 인구   | ±%    |
| ---- | ------ | ----- |
| 1960 | 41,324 | —     |
| 1970 | 37,271 | −9.8% |
| 1980 | 36,682 | −1.6% |
| 1990 | 36,977 | +0.8% |
| 2000 | 36,191 | −2.1% |
| 2010 | 33,664 | −7.0% |

## 자매 도시
- 중화인민공화국 허난성 난양시